# Domov pro smyšlené kamarády
Domov pro smyšlené kamarády (v původním anglickém znění Foster's Home for Imaginary Friends) je americký animovaný televizní seriál. Autorem je americký animátor a producent Craig McCracken.
První díl byl vydán v létě roku 2004, a poslední na jaře roku 2009. V České republice je vysílán stanicí ČT :D.

## Děj
Díly seriálu se odehrávají ve velké budově sirotčince, který je zaměřený na ujímání se ztracených nebo opuštěných smyšlených přátel. Smyšlení přátelé jsou v tomto seriálu vytvořeni díky představivostí dětí. Když děti dosáhnou vyššího věku, jsou tito přátelé přejati do tohoto zařízení, dokud si je neadoptují jiné děti. Domov provozuje paní Adoptová (v originále Madame Foster), která má také vlastního vymyšleného kamaráda, pana Herrimana, který v domově zastává roli správce. Dále se o domov stará Frankie Adoptová, vnučka paní Adoptové, která dohlíží na klid a pořádek.
Poté, co byl do domova přijat imaginární kamarád jménem Modra (celým jménem Modroslav von Kazoo), domov denně navštěvuje osmiletý chlapec jménem Mac. Celý seriál se proto ohlíží na příběhy nebo eskapády, které dané postavy v jednotlivých dílech zažily.

## Postavy
Podrobnější informace naleznete v článku Seznam postav ze seriálu Domov pro smyšlené kamarády.
- Mac – je mu 8 let. Je to jedna z hlavních postav seriálu. Má hnědé vlasy a je menšího vzrůstu. Je citlivý a poněkud plachý, ale taky dokáže být dost hyperaktivní. Jeho nejlepším kamarádem je Modra, u kterého se drží vždy po boku, protože má obavy, aby nebyl adoptován, protože je to jeho jediný přítel, který ho dělá šťastným.
- Modra – je Macův smyšlený přítel. Má hubené tělo a je modré barvy. Většinou je sobecký, sebestředný a rozpustilý, ale má dobré srdce a uzná své chyby. Jedná se o jedinou postavu, která se objevuje v každém díle.
- Wilt – je vysoký, hubený, červeno-zrzavý přítel. Je to jedna z nejvíce optimistických postav seriálu. Je laskavý, milý a nápomocný. Jeho charakteristické rysy jsou ohromná výška, chybějící levá paže a zdeformované levé oko. V jednom díle se ukázalo, že Wilta si vymyslel jistý hráč basketbalu, kterému tato hra nešla a smyšlený kamarád ho měl cvičit a pomáhat mu se zlepšovat. Autoři pojmenovali postavu podle slavného basketbalového hráče Wilta Chamberlaina.
- Koko – je postava s hlavou jako palma, tělem jako letadlo a nohama jako pták. Vyjadřuje se pouze pomocí svého jména „Koko“.
- Eduardo – velká postava Yettiho s rohy a širokým tělem, které je pokryto fialovou srstí. I když vypadá na první pohled drsně, jedná se o velmi plachou postavu, která dokonce sbírá plyšáky.
- Paní Adoptová – ředitelka domova. Je to postarší dáma, která je i přes svůj věk optimistická a žoviální. Její další výrazná povaha je laskavost.
- Pan Herriman – postava králíka nosící oblek. Je to smyšlený přítel paní Adoptové. Na sobě nosí černý oblek s červeným motýlkem. Na levém oku nosí monokl. Jedná se o přísnou postavu, která dohlíží na pořádek a obyvatele domova.
- Frankie Adoptová – dvaadvacetiletá vnučka paní Adoptové. Má zrzavé vlasy, nosí zrzavou mikinu a bílé tričko s červenými pruhy. I když je často přísná, protože má na starost plynulý chod domova, dokáže být i vtipná a kamarádská. Ostatní obyvatelé domova ji berou jako vlastní sestru.